# F2F (航空機)
F2F
飛行するF2F-1 0652号機
(空母レキシントン艦載
VF-2B戦闘飛行隊所属、1939年撮影)
- 用途：戦闘機
- 分類：艦上戦闘機
- 設計者：リロイ・グラマン
- 製造者：グラマン航空機エンジニアリング社
- 運用者

  -  アメリカ海軍
  -  アメリカ海兵隊
- 初飛行：1933年10月31日
- 生産数：55機
- 生産開始：1934年
- 運用開始：1935年
- 退役：1940年
- 運用状況：退役
- ユニットコスト：12,000米ドル（1935年）

F2F （Grumman F2F ）は、アメリカ合衆国のグラマン社が開発しアメリカ海軍で運用された艦上戦闘機。

## 概要
複座設計であるFF戦闘機の単座型として設計された機体。より高性能なF3Fフライングバレル戦闘機の開発や配備が進んだため、55機の製造で終わった。

## 設計
基本的な機体形状は単座複葉機であり、上翼は胴体より上方にある。胴体は寸胴であり、太く短い外観をしている。コックピットは機体中央にあり、主脚は胴体側面に収容されるようになっていた。FFよりも全体的に小型化されている。

## 開発
FF戦闘機の単座型として、1932年より開発が開始された。1932年11月に試作機XF2F-1が1機発注され、1933年10月に初飛行を行った。XF2F-1は比較的高性能であったことから、アメリカ海軍は採用を決定し、1934年5月に量産型F2F-1を54機発注した。
1935年にレキシントン (CV-2)の第2戦闘飛行隊(VF-2B)から配備が開始され、引き続きレンジャー (CV-4)やアメリカ海兵隊にも配備された。なお、方向安定性を向上させた改良型であるF3Fフライングバレルが1936年から部隊配備が開始され、機種更新が直ちに行われた。そのため、実働部隊への配備は1940年までに終了している。

## 諸元
F2F-1
- 全長：6.53 m
- 全幅：8.69 m
- 全高：2.77 m
- 空虚重量：1,221 kg

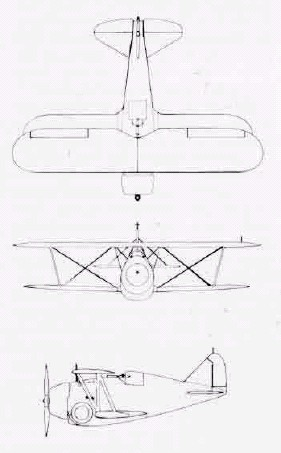
F2F-1 三面図

- エンジン：Wright R-1535-72 星型レシプロエンジン（出力 650 hp）
- 最大速度：383 km/h
- 航続距離：1,585 km
- 乗員：1名
- 武装：7.7mm機銃 2丁

## 各型
- XF2F-1：試作機。1機製造。BuNo. 9342。
- F2F-1：量産型。55機製造。BuNo. 9623~9676、9997。

## 現存する機体
完全な状態で現存する機体は無い。

## 参考書籍
- Swanborough, Gordon and Bowers, Peter M.United States Navy Aircraft Since 1911. Annapolis, MD: Naval Institute Press, 1976. ISBN 0-87021-968-5.